# David de Rothschild
Barón David René de Rothschild (Nueva York, 15 de diciembre de 1942) es un banquero francés miembro de la familia Rothschild. Es el actual presidente de los bancos Rothschild & Cie y NM Rothschild & Sons desde su reunión en 2003 en el seno de la entidad Groupe Rothschild.
Nació en Nueva York durante el exilio de sus padres por la ocupación Nazi en Francia. Es el hijo del Barón Guido de Rothschild (1909-2007), y de Alix Schey de Koromla. Es el hermanastro de Édouard de Rothschild.
En 1967 las reformas del gobierno francés hicieron que el Rothschild Frères cambiara a Banque Rothschild; sin embargo, en 1981 el presidente François Miterrand nacionalizó el banco familiar lo que ocasionó que su padre se exiliara a Estados Unidos. 
En el 2003 creó el Rothschild & Cie Banque con solo $1 millón.
Se casó con la Princesa Olimpia Aldobrandini en 1974, tienen 4 hijos.
Fue alcalde de Pont-l'Évêque.
También es presidente de la Fundación para la Memoria de Shoah y uno de los dirigentes del Congreso Judío Mundial.